# Лівкі-Шляхецькі
Лівкі-Шляхецькі (пол. Liwki Szlacheckie) — село в Польщі, у гміні Гушлев Лосицького повіту Мазовецького воєводства.
Населення — 97 осіб (2011).
У 1975-1998 роках село належало до Білопідляського воєводства.

## Демографія
Демографічна структура станом на 31 березня 2011 року:
|          | Загалом | Допрацездатний вік | Працездатний вік | Постпрацездатний вік |
| -------- | ------- | ------------------ | ---------------- | -------------------- |
| Чоловіки | 53      | 15                 | 29               | 9                    |
| Жінки    | 44      | 10                 | 22               | 12                   |
| Разом    | 97      | 25                 | 51               | 21                   |